# حسین‌آباد ناظر
حسین‌آباد ناظر، روستایی از توابع بخش مرکزی شهرستان نیشابور در استان خراسان رضوی ایران است.این روستا دارای باغ های وسیع الو وقطب تولیدانواع الو وزعفران می باشد.همچنین این روستا درجه یک ترین الوی حاج حسنی ایران را تولید میکند.فصل بهار وتابستان یکی از بهترین فصول برای دیدن از این روستا می باشد هرچند فصل پاییز هم از یکی از فصل های زیبای این روستا میباشد.شما در پاییزمی توانید ازباغهای هزار رنگ ومزارع زیبای زعفران دیدن کنید.

## جمعیت
این روستا در دهستان فضل قرار دارد و براساس سرشماری مرکز آمار ایران در سال ۱۳۸۵، جمعیت آن ۱۹۷ نفر (۶۳خانوار) بوده‌است.